# Временное Терско-Дагестанское правительство
Временное Терско-Дагестанское правительство — орган власти, созданный 1 декабря 1917 года решением совещания представителей Центрального комитета объединённых горцев Кавказа, Войскового правительства Терского казачества, Союза городов Терско-Дагестанского края. По мнению историков, правительство не имело реальной власти. Временное Терско-Дагестанское правительство распалось в марте 1918 года после провозглашения Терской советской республики, при этом Войсковой круг Терского казачьего войска был распущен. Часть членов впоследствии вошла в состав Горского правительства.
Правительство было организовано председателем Союза горцев Чермоевым и терско-казачим атаманом Карауловым. Правительство планировало сохранить Северный Кавказ в качестве автономии в составе новой демократической России, ожидая результатов Учредительного собрания.
Вскоре после объявления Союза, 11 декабря, Караулов был убит казаками, которые были недовольны его уступкам горцам, что привело к ускорению распада нового правительства.
Правительство состояло из 12 министров:
- Министр МИД — Капланов
- Министр МВД — Коцев
- Министр финансов — Караулов
- Министр обороны — Мирасадбек Талышханов
- Министр народного просвещения — Валентин Абрамов
- Министр продовольствия — Ахмед Дударов
- Министр торговли и промышленности  — Асланбек Бутаев
- Министр контроля — Висан-Гирей Джабагиев
- Управляющим делами и министр труда  — К. Черкезов

Правительство выпустило денежные знаки, ценившиеся наравне с керенскими, они использовались и после распада правительства — вплоть до ухода деникинских войск с Северного Кавказа, в марте 1920 года большевики изымали их и заменяли своими.